# هوه جونغ
هوه جونغ هو كاتب سيناريو ومخرج كوري جنوبي، ولد في 1981 في كوريا الجنوبية.

## وصلات خارجية
- هوه جونغ على موقع IMDb (الإنجليزية)